# اسکمندر (تاسمانی)
اسکمندر (به انگلیسی: Scamander) یک شهرک در استرالیا است که در تاسمانی واقع شده‌است.